# Goro (aliment)
Pour les articles homonymes, voir Goro.
Un goro est un pain sucré traditionnel norvégien.
Les goros sont pressés à plat et généralement aromatisés à la cardamome. C'est un croisement entre un cookie, un cracker et une gaufre. Les goros sont fabriqués à partir d'un mélange composé d'œufs, de sucre, de crème, de graisse (beurre ou saindoux), de farine et d'épices, cuit dans un fer à goro spécial (gorojern). Les goros constituent une part importante de la cuisine associée à la fête de Noël norvégienne.